# Saint-Robert, Corrèze
Saint-Robert este o comună în departamentul Corrèze din centrul Franței. În 2009 avea o populație de 346 de locuitori.

## Evoluția populației
| An        | 1975 | 1982 | 1990 | 1999 | 2006 | 2009 |
| --------- | ---- | ---- | ---- | ---- | ---- | ---- |
| Populație | 353  | 371  | 331  | 334  | 340  | 346  |